# یلوه‌های جنگلی ماداگاسکار
یلوه‌های جنگلی ماداگاسکار (نام علمی: Mentocrex) نام یک سرده از خانواده یلوگان است.

## گونه ها
- یلوه درختی ماداگاسکار (Mentocrex kioloides)
- یلوه درختی تسینگی (Mentocrex beankaensis)